# Juncales
En el sistema de clasificación propuesto por Judd et al. (1999) que dividía al Poales del APG en órdenes más pequeños, fue llamado Juncales al que se denominaría "el clado ciperáceas/juncos" de Poales sensu lato en las ediciones posteriores del libro. El orden contiene tres familias, Cyperaceae, Juncaceae y Thurniaceae.
El sistema de clasificación APG III (2009) incluye este clado en un amplio Poales.